# 2000–2001-es UEFA-bajnokok ligája (egyenes kieséses szakasz)
A 2000–2001-es UEFA-bajnokok ligája egyenes kieséses szakasza 2001. április 3-án kezdődött, és május 23-án ért véget az milánói San Siro stadionban rendezett döntővel. Az egyenes kieséses szakaszban az a 8 csapat vett részt, amelyek a második csoportkörben a saját csoportjuk első két helyének valamelyikén végeztek.

## Lebonyolítás
A döntő kivételével mindegyik mérkőzés oda-visszavágós rendszerben zajlott. A két találkozó végén az összesítésben jobbnak bizonyuló csapatok jutottak tovább a következő körbe. Ha az összesítésnél az eredmény döntetlen volt, akkor az idegenben több gólt szerző csapat jutott tovább. Amennyiben az idegenben lőtt gólok száma is azonos volt, akkor 30 perces hosszabbítást rendeztek a visszavágó rendes játékidejének lejárta után. Ha a 2×15 perces hosszabbításban gólt/gólokat szerzett mindkét együttes, és az összesített állás egyenlő volt, akkor a vendég csapat jutott tovább idegenben szerzett góllal/gólokkal. Gólnélküli hosszabbítás esetén büntetőpárbajra került sor. A döntőt egy mérkőzés keretében rendezték meg.

## Résztvevők
| Csoport   | Csoportelső         | Csoportmásodik    |
| --------- | ------------------- | ----------------- |
| A csoport | Valencia CF         | Manchester United |
| B csoport | Deportivo La Coruña | Galatasaray       |
| C csoport | Bayern München      | Arsenal           |
| D csoport | Real Madrid         | Leeds United      |

## Ágrajz
|  | Negyeddöntők        | Negyeddöntők        | Negyeddöntők   | Negyeddöntők   | Negyeddöntők |   |                | Elődöntők      | Elődöntők | Elődöntők | Elődöntők | Elődöntők |  |  | Döntő | Döntő | Döntő |  |
|  |                     |                     |                |                |              |   |                |                |           |           |           |           |  |  |       |       |       |  |
|  | Galatasaray SK      | Galatasaray SK      | 3              | 0              | 3            |   |                |                |           |           |           |           |  |  |       |       |       |  |
|  | Galatasaray SK      | Galatasaray SK      | 3              | 0              | 3            |   |                |                |           |           |           |           |  |  |       |       |       |  |
|  | Real Madrid         | Real Madrid         | 2              | 3              | 5            |   |                |                |           |           |           |           |  |  |       |       |       |  |
|  | Real Madrid         | Real Madrid         | 2              | 3              | 5            |   | Real Madrid    | Real Madrid    | 0         | 1         | 1         |           |  |  |       |       |       |  |
|  |                     |                     |                |                |              |   | Real Madrid    | Real Madrid    | 0         | 1         | 1         |           |  |  |       |       |       |  |
|  |                     |                     | Bayern München | Bayern München | 1            | 2 | 3              |                |           |           |           |           |  |  |       |       |       |  |
|  | Manchester United   | Manchester United   | Bayern München | Bayern München | 1            | 2 | 3              | 0              | 1         | 1         |           |           |  |  |       |       |       |  |
|  | Manchester United   | Manchester United   |                |                |              |   |                |                |           | 1         |           |           |  |  |       |       |       |  |
|  | Bayern München      | Bayern München      | 1              | 2              | 3            |   |                |                |           |           |           |           |  |  |       |       |       |  |
|  | Bayern München      | Bayern München      | 1              | 2              | 3            |   | Bayern München | Bayern München | 1 (5)     |           |           |           |  |  |       |       |       |  |
|  |                     |                     |                |                |              |   |                |                |           |           |           |           |  |  |       |       |       |  |
|  |                     |                     | Valencia CF    | Valencia CF    | 1 (4)        |   |                |                |           |           |           |           |  |  |       |       |       |  |
|  | Leeds United        | Leeds United        | Valencia CF    | Valencia CF    | 1 (4)        | 3 | 0              | 3              |           |           |           |           |  |  |       |       |       |  |
|  | Leeds United        | Leeds United        |                |                |              |   |                | 3              |           |           |           |           |  |  |       |       |       |  |
|  | Deportivo La Coruña | Deportivo La Coruña | 0              | 2              | 2            |   |                |                |           |           |           |           |  |  |       |       |       |  |
|  | Deportivo La Coruña | Deportivo La Coruña | 0              | 2              | 2            |   | Leeds United   | Leeds United   | 0         | 0         | 0         |           |  |  |       |       |       |  |
|  |                     |                     |                |                |              |   | Leeds United   | Leeds United   | 0         | 0         | 0         |           |  |  |       |       |       |  |
|  |                     |                     | Valencia CF    | Valencia CF    | 0            | 3 | 3              |                |           |           |           |           |  |  |       |       |       |  |
|  | Arsenal             | Arsenal             | Valencia CF    | Valencia CF    | 0            | 3 | 3              | 2              | 0         | 2         |           |           |  |  |       |       |       |  |
|  | Arsenal             | Arsenal             |                |                |              |   |                |                |           | 2         |           |           |  |  |       |       |       |  |
|  | Valencia CF (i.g.)  | Valencia CF (i.g.)  | 1              | 1              | 2            |   |                |                |           |           |           |           |  |  |       |       |       |  |

## Negyeddöntők
| 1. csapat         | Össz.Tooltip Aggregate score | 2. csapat           | 1. mérk. | 2. mérk. |
| ----------------- | ---------------------------- | ------------------- | -------- | -------- |
| Leeds United      | 3–2                          | Deportivo La Coruña | 3–0      | 0–2      |
| Arsenal           | 2–2 (i.g.)                   | Valencia CF         | 2–1      | 0–1      |
| Galatasaray       | 3–5                          | Real Madrid         | 3–2      | 0–3      |
| Manchester United | 1–3                          | Bayern München      | 0–1      | 1–2      |

### 1. mérkőzések
Az időpontok közép-európai nyári idő szerint értendők.
| 2001. április 3. 20:45 |

| Galatasaray                                  | 3–2               | Real Madrid               |
| -------------------------------------------- | ----------------- | ------------------------- |
| Ümit 48' (11-esből) Hasan Şaş 65' Jardel 75' | (0–2) Jegyzőkönyv | Helguera 33' Makélélé 43' |

| Ali Sami Yen Stadium, Isztambul Nézőszám: 28 000 Játékvezető: Pierluigi Collina (olasz) |

| 2001. április 3. 20:45 |

| Manchester United | 0–1               | Bayern München   |
| ----------------- | ----------------- | ---------------- |
|                   | (0–0) Jegyzőkönyv | Paulo Sérgio 86' |

| Old Trafford, Manchester Nézőszám: 67 500 Játékvezető: Antonio Jesús López Nieto (spanyol) |

| 2001. április 4. 20:45 |

| Leeds United                      | 3–0               | Deportivo La Coruña |
| --------------------------------- | ----------------- | ------------------- |
| Harte 26' Smith 51' Ferdinand 66' | (1–0) Jegyzőkönyv |                     |

| Elland Road, Leeds Nézőszám: 35 508 Játékvezető: Gilles Veissière (francia) |

| 2001. április 4. 20:45 |

| Arsenal               | 2–1               | Valencia CF |
| --------------------- | ----------------- | ----------- |
| Henry 58' Parlour 60' | (0–1) Jegyzőkönyv | Ayala 41'   |

| Highbury, London Nézőszám: 35 104 Játékvezető: Dick Jol (holland) |

### 2. mérkőzések
| 2001. április 17. 20:45 |

| Deportivo La Coruña                 | 2–0               | Leeds United |
| ----------------------------------- | ----------------- | ------------ |
| Djalminha 9' (11-esből) Tristán 73' | (1–0) Jegyzőkönyv |              |

| Estadio Riazor, A Coruña Nézőszám: 35 000 Játékvezető: Stefano Braschi (olasz) |

| 2001. április 17. 20:45 |

| Valencia CF | 1–0               | Arsenal |
| ----------- | ----------------- | ------- |
| Carew 76'   | (0–0) Jegyzőkönyv |         |

| Mestalla Stadium, Valencia Nézőszám: 48 000 Játékvezető: Kim Milton Nielsen (dán) |

| 2001. április 18. 20:45 |

| Real Madrid               | 3–0               | Galatasaray |
| ------------------------- | ----------------- | ----------- |
| Raúl 15' 37' Helguera 28' | (3–0) Jegyzőkönyv |             |

| Santiago Bernabéu Stadium, Madrid Nézőszám: 75 000 Játékvezető: Anders Frisk (svéd) |

| 2001. április 18. 20:45 |

| Bayern München      | 2–1               | Manchester United |
| ------------------- | ----------------- | ----------------- |
| Élber 5' Scholl 39' | (2–0) Jegyzőkönyv | Giggs 49'         |

| Olimpiai Stadion, München Nézőszám: 60 000 Játékvezető: Vítor Melo Pereira (portugál) |

## Elődöntők
| 1. csapat    | Össz.Tooltip Aggregate score | 2. csapat      | 1. mérk. | 2. mérk. |
| ------------ | ---------------------------- | -------------- | -------- | -------- |
| Leeds United | 0–3                          | Valencia CF    | 0–0      | 0–3      |
| Real Madrid  | 1–3                          | Bayern München | 0–1      | 1–2      |

### 1. mérkőzések
| 2001. május 1. 20:45 |

| Real Madrid | 0–1               | Bayern München |
| ----------- | ----------------- | -------------- |
|             | (0–0) Jegyzőkönyv | Élber 54'      |

| Santiago Bernabéu Stadion, Madrid Játékvezető: Hugh Dallas (skót) |

| 2001. május 2. 20:45 |

| Leeds United | 0–0         | Valencia CF |
| ------------ | ----------- | ----------- |
|              | Jegyzőkönyv |             |

| Elland Road, Leeds Játékvezető: Pierluigi Collina (olasz) |

### 2. mérkőzések
| 2001. május 8. 20:45 |

| Valencia CF                       | 3–0               | Leeds United |
| --------------------------------- | ----------------- | ------------ |
| Juan Sánchez 16' 47' Mendieta 52' | (1–0) Jegyzőkönyv |              |

| Mestalla Stadion, Valencia Játékvezető: Urs Meier (svájci) |

| 2001. május 9. 20:45 |

| Bayern München        | 2–1               | Real Madrid |
| --------------------- | ----------------- | ----------- |
| Élber 8' Jeremies 34' | (2–1) Jegyzőkönyv | Figo 18'    |

| Olimpiai Stadion, München Játékvezető: Kim Milton Nielsen (dán) |

## Döntő
| 2001. május 23. 20:45 (CEST) |

| Bayern München                                                 | 1–1 (h. u.)                 | Valencia CF                                                    |
| -------------------------------------------------------------- | --------------------------- | -------------------------------------------------------------- |
| Effenberg 51' (11-esből)                                       | (0–1, 1–1, 1–1) Jegyzőkönyv | Mendieta 3' (11-esből)                                         |
| Büntetőpárbaj                                                  |                             |                                                                |
| Sérgio Salihamidžić Zickler Andersson Effenberg Lizarazu Linke | 5–4                         | Mendieta Carew Zahovič Carboni Baraja Kily González Pellegrino |

| San Siro, Milánó Nézőszám: 71 500 Játékvezető: Dick Jol (holland) |